# احمد حدید المخینی
احمد حدید المخینی (عربی: احمد حديد المخيني؛ زادهٔ ۱۸ ژوئیهٔ ۱۹۸۴) بازیکن فوتبال اهل عمان بود.
از باشگاه‌هایی که در آن بازی کرده‌است می‌توان به باشگاه فوتبال الاتحاد، باشگاه فوتبال الطلیعه عمان، باشگاه ورزشی فنجاء، باشگاه ورزشی الشمال، و باشگاه ورزشی الجیش قطر اشاره کرد.
وی همچنین در تیم ملی فوتبال عمان بازی کرده‌است.